# Reichenbach (rivière)
Le Reichenbach (ou Rychenbach) est un affluent de gauche de l'Aar en Suisse. Il est connu pour les chutes du Reichenbach. 
La source du Reichenbach se situe en amont de la Grosse Scheidegg. Ses eaux coulent dans la Reichenbachtal. Ses affluents comprennent le Weissenbach, le Geissbach, le Pfannibach, le Rosenlauibach, le Rufenhubelbach et le Seilbach. Le Reichenbach coule à l'ouest de Schattenhalb, près de Meiringen, dans le canton de Berne, dans l'Aar. 
BKW Energie exploite la centrale électrique Schattenhalb à Reichenbach. 

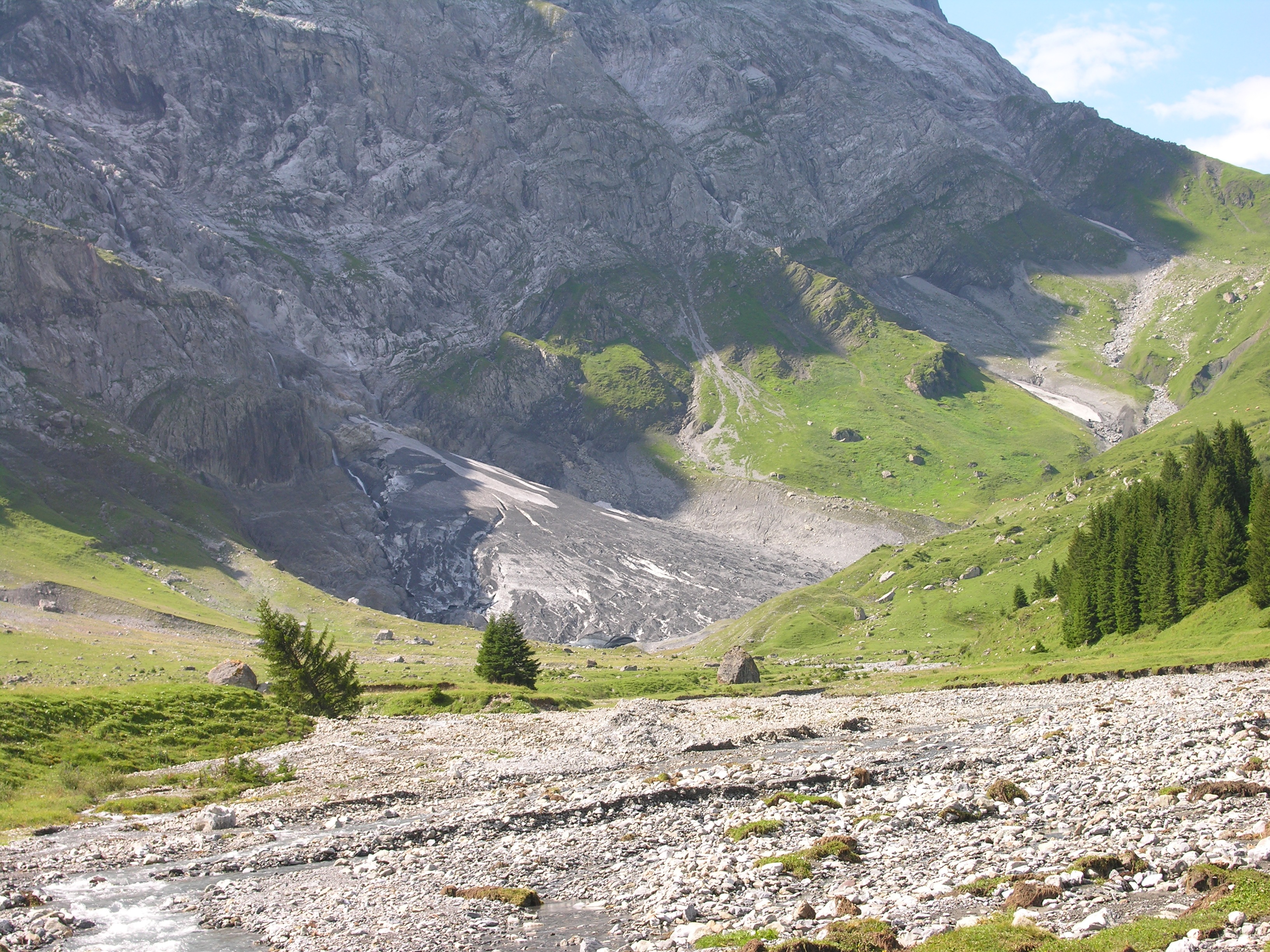
Un bras source du Reichenbach jaillit d’un petit glacier au pied du Wetterhorn .
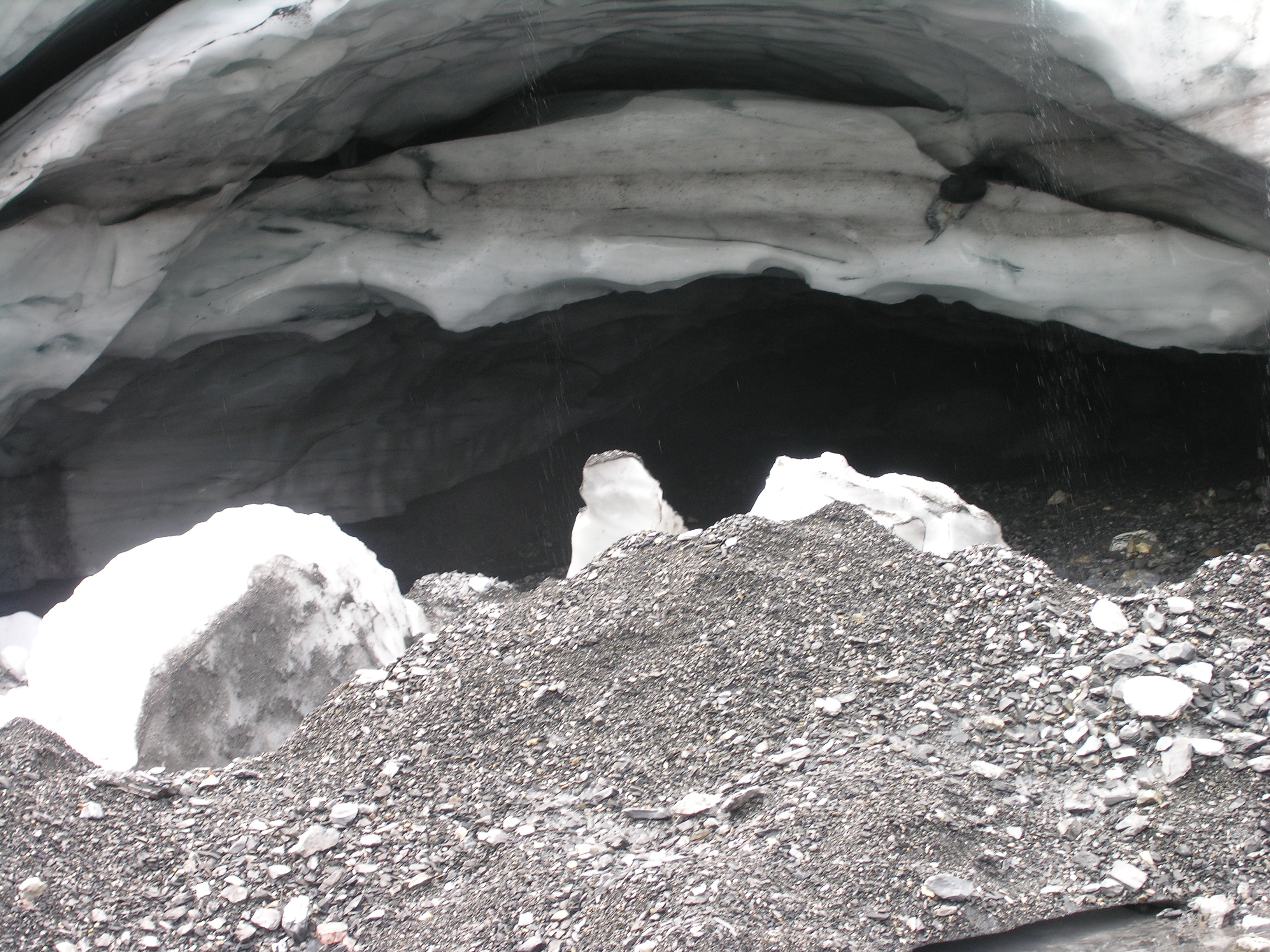
Source sur le glacier.